# 애비게일 새비지
애비게일 새비지(Abigail Savage, 1984년 6월 26일 ~ )는 미국의 배우이다.

## 영화
- 내 마음을 벗어난 시간 (2014년) - 사브리나 역
- 짐 (2010년) - #3774 역
- 프레셔스 (2009년)